# Wolfgang Wolters
Wolfgang Wolters (* 11. Oktober 1935 in Frankfurt am Main) ist ein deutscher Kunsthistoriker mit den Schwerpunkten Venezianische Kunst, Stadterhaltung und Denkmalpflege.

## Leben
Von 1956 bis 1962 studierte er Kunstgeschichte, Archäologie und Historische Hilfswissenschaften in Frankfurt am Main, Freiburg im Breisgau und München. Nach der Promotion 1963 bei Harald Keller (Kunstgeschichte) und Gerhard Kleiner (Archäologie) in Frankfurt und 1974 bis 1979 einer Tätigkeit am Bayerischen Landesamt für Denkmalpflege war Wolters von 1979 bis 2001 Universitätsprofessor für Kunstgeschichte an der Technischen Universität Berlin.